# Новалеза
Новалеза (итал. Novalesa) је насеље у Италији у округу Торино, региону Пијемонт.
Према процени из 2017. у насељу је живело 540 становника. Насеље се налази на надморској висини од 830 м.

## Становништво
Према резултатима пописа становништва 2011. у општини је живело 560 становника.
| 1931. | 1936. | 1951. | 1961. | 1971. | 1981. | 1991. | 2001. | 2011. |
| ----- | ----- | ----- | ----- | ----- | ----- | ----- | ----- | ----- |
| 760   | 758   | 689   | 576   | 617   | 527   | 556   | 549   | 560   |

## Партнерски градови
- Le Monêtier-les-Bains